# 小行星4652
小行星4652（英語：4652 Iannini）是一颗围绕太阳公转的小行星。1975年8月30日，菲利克斯·阿圭勒天文台在圣胡安省发现了此天体。
这颗小行星的绝对星等为50.08880200956498等。